# بين سوندرز (لاعب كرة قدم أسترالية)
بين سوندرز (بالإنجليزية: Ben Saunders)‏ هو لاعب كرة قدم أسترالية أسترالي، ولد في 25 ديسمبر 1991.